# 86-й гвардейский миномётный полк
86-й гвардейский миномётный Уманьско-Варшавский Краснознамённый орденов Суворова, Кутузова и Александра Невского полк  — воинская часть Вооружённых сил СССР в Великой Отечественной войне.

## История
Сформирован в августе 1942 в Москве как 86-й гвардейский миномётный полк. В конце августа направлен на Сталинградский фронт и 1 сентября включён в 66-й армии. В её составе в ходе Сталинградской битвы 5 сентября впервые вступил в бой с немецкими войсками. В середине сентября был переподчинён 1-й гвардейской, с 12 октября — 24-й, с 27 октября — 21-й армиям и до 18 декабря 1942 продолжал участвовать в Сталинградской битве, а затем был выведен в резерв Ставки ВГК.
В середине февраля 1943 передан Центральному фронту и с 3 марта вёл боевые действия в составе 2-й танковой армии, с 21 марта — во фронтовой оперативной группе гвардейских миномётных частей, с 27 апреля — в 13-й армии. В Курской битве поддерживал соединения 13-й, с 12 августа — 65-й армий. В начале сентября 1943 был переподчинён 2-й танковой (с 20 ноября 1944 2-я гвардейская танковая) армии, в которой действовал до конца войны. Вместе с армией до середины января 1944 находился в резерве Ставки ВГК, затем включён в 1-й Украинский фронт и участвовал в отражении контрударов немецких войск на винницком направлении.
В марте — начале апреля 1944 полк успешно действовал в Уманско-Ботошанской наступательной операции 2-го Украинского фронта, в ходе которой мощными и меткими залпами поражал огневые средства и живую силу противника при форсировании войсками армии рек Горный Тикач, Южный Буг, Днестр, освобождении городов Умань, Вапнярка, Бельцы и др.
За отличия в боях при освобождении города Умань (10 марта) был удостоен почётного наименования Уманского (19 марта 1944), а за образцовое выполнение заданий командования при прорыве обороны противника и форсировании реки Прут награждён орденом Красного Знамени (24 апреля 1944).
В июне полк в составе армии был передан 1-му Белорусскому фронту и в июле — начале августа участвовал в Люблин-Брестской наступательной операции.
Высокое мастерство и отвагу воины полка показали в Варшавско-Познанской и Восточно-Померанской наступательных операциях 1945. За отличия в боях при освобождении войсками фронта столицы Польши — Варшавы (17 января) полку присвоено почётное наименование Варшавского (19 февраля).
За доблесть и мужество, проявленные его личным составом в боях при вступлении советских войск в пределы Померании, он награждён орденом Александра Невского (5 апреля), а за умелые действия при освобождении 23 января города Бромберг (Быдгощь) — орденом Суворова 3-й степени (26 апреля). В этот же день за образцовое выполнение боевых задач при освобождении 5 марта соединениями армии города Наугард (Новоград) полк награждён орденом Кутузова 3-й степени. Боевой путь завершил в Берлинской наступательной операции.
За ратные подвиги в годы войны свыше 600 воинов полка награждены орденами и медалями.

## Состав
В него вошли: 382, 383 и 384-й отдельные гвардейские миномётные дивизионы, на вооружении которых состояли реактивные системы БМ-13.

## Подчинение
Подчинялся 66-й армии, 2-й танковой армии, фронтовой оперативной группе гвардейских миномётных частей КА (ОГ ГМЧ), 13-й армии. Поддерживал соединения: 13-й, 65-й армий, 2-й танковой (с 20.11.1944 г. — 2-я гвардейская танковая) армии, в которой действовал до конца войны.

## Командиры
- майор / подполковник Климов Сергей Александрович (с 7.1942 по 6.1943, затем замком по с/ч 22 ГМБр и временно ком-ром 6 ГМП), майор / подполковник / полковник Зазирный, Павел Ануфриевич (с 6.1943 — 12.1945)[2];
- замком по с/ч майор Волощук Михаил Акимович (1945);
- начальники штаба: майор Копнин Валентин Сергеевич (1942, с 2.1943 — ком-р 317 ГМП), майор Румянцев Лев Николаевич (с 2.1943), майор Стифеев Фёдор Федотович (с 1.1945), майор Червяцов Н. И. (1945), капитан Самойленко В. И. (9.1945);
- замполит п/п Роженственский В. М. (1945);

Командиры дивизионов: 
- 382 / 1 — майор Волощук Михаил Акимович (7.1943, затем замком по с/ч), майор Анисимов Григорий Ильич (с 7.1944); нш д-на капитан Макаренко Николай Ефимович (1945);
- 383 / 2 — капитан / майор Шмигель Пётр Григорьевич (с 8.1942 до 6.1944, затем ком-р 1-го д-на 22 ГМБр), капитан / майор Анисимов Григорий Ильич (с 2.1944, с 7.1944 — ком-р 1-го д-на), майор Скоробогатов Павел Иванович (1945); нш д-на к. Омельченко Макар Гордеевич (1945);
- 384 / 3 — майор Тычков (8.1942), капитан Аверьянов Гавриил Павлович (7.1943), майор Иноземцев Николай Иванович (7.1944, в 1945 — ком-р 2-го д-на 226 ГМП), капитан Кольчик Иван Николаевич (с 3.1945, с 1944 — нш д-на); нш капитан Белов Анатолий Петрович (1942, с 1944 — командир 325/2 д-на 83 ГМП), ст. л-т Иванченко Пётр Михайлович (1945);

## Награды и наименования
| Награды и наименования     | Дата           | За что получена |
| -------------------------- | -------------- | --- |
| Уманьский                  | 19.03.1944     | за отличие в Уманско-Ботошанской операции и при освобождении города Умань (10 марта) был удостоен почётного наименования « Уманьского»                      |
| Варшавский                 | 19.02.1945     | За отличия в боях при освобождении войсками фронта столицы Польши — Варшавы (17 января) полку присвоено почётное наименование «Варшавского»                 |
| Орден Красного Знамени     | 24 апреля 1944 | за образцовое выполнение заданий командования при прорыве обороны противника и форсировании реки Прут награждён орденом Красного Знамени                    |
| Орден Суворова III степени | 26 апреля 1945 | а за умелые действия при освобождении 23 января города Бромберг (Быдгощь)                                                                                   |
| Орден Кутузова III степени | 26 апреля 1945 | за образцовое выполнение боевых задач при освобождении 5 марта соединениями армии города Наугард (Новоград)                                                 |
| Орден Александра Невского  | 5 апреля 1945  | За доблесть и мужество, проявленные его личным составом в боях при вступлении советских войск в пределы Померании, он награждён орденом Александра Невского |